# زبان مقدونی

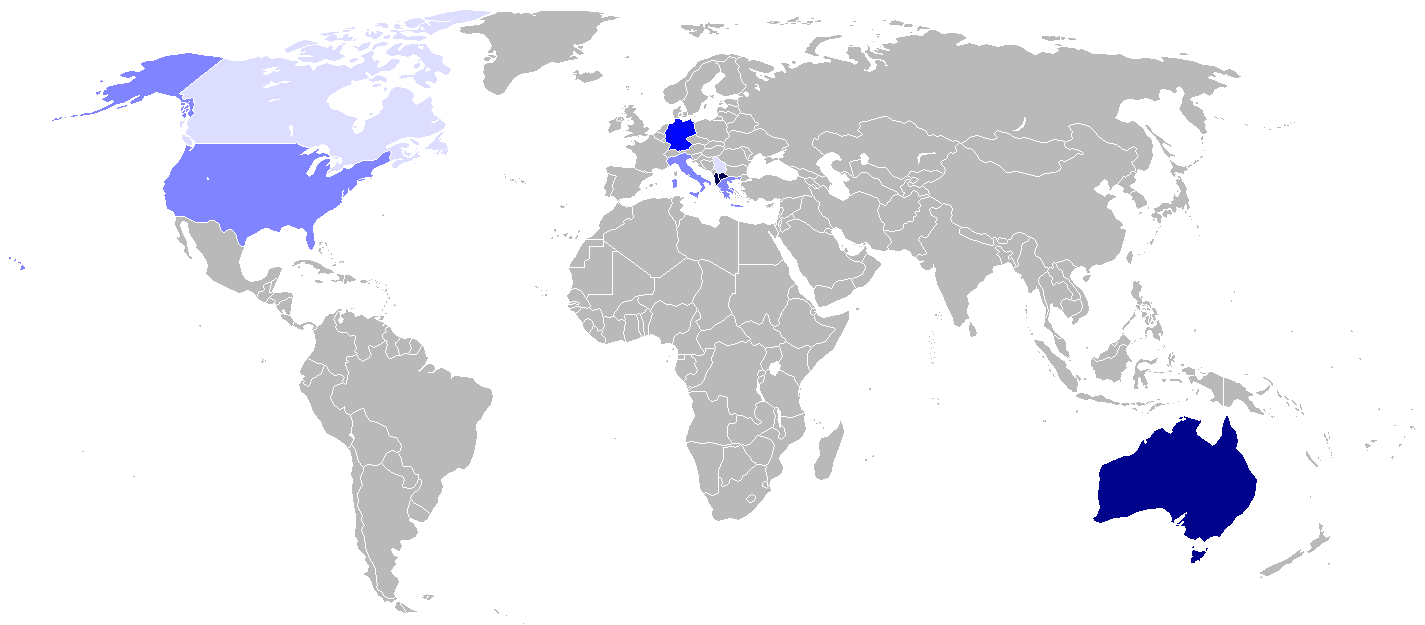
پراکندگی مقدونی‌زبانان؛
زبان رسمی
بیش از ۸۰هزار گویشور
بیش از ۶۰هزار گویشور
بیش از ۴۰هزار گویشور
بیش از ۲۰ هزار گویشور
کمتر از ۲۰هزار گویشور

زبان مقدونی (به مقدونی:македонски јазик مکدنسکی یازیک) زبان رسمی جمهوری مقدونیه است. مقدونی در گروه زبان‌های اسلاوی (شاخهٔ جنوبی) جای می‌گیرد. جمعیت گویشوران این زبان میان ۱٫۶ تا ۳ میلیون تن برآورد می‌شود.
مقدونی از ۱۹۴۵ زبان جمهوری سوسیالیستی مقدونیه-که آن زمان بخشی از یوگسلاوی بود- شناخته‌شد.

## الفبا
برای نگارش زبان مقدونی در آغاز از الفبای سیریلیک نخستین استفاده می‌شد، ولی سپس الفبای سیریلیک جایگزین آن شد.
فهرست الفبای مقدونی:
| سیریلیک IPA | А а /a/ | Б б /b/ | В в /v/ | Г г /ɡ/  | Д д /d/ | Ѓ ѓ /ɟ/  | Е е /ɛ/  | Ж ж /ʒ/  | З з /z/ | Ѕ ѕ /dz/ | И и /i/ |
| سیریلیک IPA | Ј ј /j/ | К к /k/ | Л л /l/ | Љ љ /lj/ | М м /m/ | Н н /n/  | Њ њ /ɲ/  | О о /ɔ/  | П п /p/ | Р р /r/  | С с /s/ |
| سیریلیک IPA | Т т /t/ | Ќ ќ /c/ | У у /u/ | Ф ф /f/  | Х х /x/ | Ц ц /ts/ | Ч ч /tʃ/ | Џ џ /dʒ/ | Ш ш /ʃ/ |          |         |

## آواشناسی
|            | واکهٔ جلویی | مرکزی | پشتی  |
| ---------- | ---------- | ----- | ----- |
| واکهٔ بسته  | ‎и /i/‎      |       | у /u/‎ |
| واکهٔ میانی | е /ɛ/‎      |       | о /ɔ/‎ |
| واکهٔ باز   |            | а /a/‎ |       |

همچنین آوای [ə] در برخی گویش‌های مقدونی یا وامواژه‌های آن دیده می‌شود.

## تاریخچه
زبان مقدونی زبانی از خانوادهٔ زبان‌های اسلاوی جنوبی و همچنین تاثیر پذیرفته از زبان هندی است. اسلاوها در سده‌های پنجم و ششم میلادی به منطقهٔ بالکان رسیدند. در سده ۱۴ عثمانی‌ها بر بالکان تاختند و مقدونیه نیز بخشی از سرزمین‌های زیر فرمان آنان شد.
با آغاز جنبش‌های ملی در بالکان توجه به زبان‌های اسلاوی برانگیخته شد. در این زمان مقدونی زیر تأثیر زبان‌های همسایه‌ای چون زبان بلغاری بود. از سدهٔ نوزدهم میلادی مقدونی به عنوانی زبانی مستقل شناخته‌شد. در سدهٔ بیستم سرزمین‌های مقدونی زبان میان سه کشور بلغارستان، یونان و یوگسلاوی بخش شد. به طبع زبان‌های رسمی این کشورها به مقدونیان آموخته می‌شد و نه زبان مقدونی.
در ۱۹۴۴ بود که نخستین دستور زبان رسمی مقدونی تدوین گردید. همچنین نخستین جریده‌ای که با زبان مقدونی رسمی منتشر شد روزنامهٔ نووا مکدونیا (مقدونیهٔ نو) بود که در همین سال منتشر شد.

## نمونه‌هایی از زبان مقدونی
- Здраво (زدراوُ): درود
- Добро утро (دُبرُ اوترُ): صبح بخیر
- Добрa вечер (دُبرَ وِچِر): عصر بخیر
- Добра ноќ (دُبرَ نُک‌ی): شب خوش
- До видување (دُ ویدوبَنیه): بدرود
- Да (دا): آری
- Не (نِ): نه
- Благодарам (ب‌لاگُدارام): سپاسگزارم
- Те сакам! (ته ساکام): دوستت دارم!